# Podanthus ovatifolius
Podanthus ovatifolius là một loài thực vật có hoa trong họ Cúc. Loài này được Lag. miêu tả khoa học đầu tiên.